# Трамбицкий, Виктор Николаевич
Виктор Николаевич Трамбицкий (12 февраля 1895, Брест-Литовский — 13 августа 1970, Ленинград) — советский композитор, дирижёр, музыкальный педагог. Профессор (с 1939). Заслуженный деятель искусств РСФСР (1946).

## Биография
Родился в семье служащего.
Окончил музыкальное училище Российского музыкального общества в Вильнюсе. С 1915 года брал уроки композиции у В. П. Калафати, в 1917—1919 учился у него в Петроградской консерватории (одновременно занимался на юридическом факультете университета).
В 1917—1919 годах — инструктор и организатор концертов Музыкального отдела Наркомпроса. В период учёбы работал в студии В. Э. Мейерхольда, писал музыку для массовых празднеств в Петрограде. С 1919 года - дирижёр и музыкальный руководитель передвижных театральных коллективов.
С 1925 года работал в Свердловске. В 1930—1933 годах — организатор и старший редактор музыкального радиовещания. В 1944—1948 годах— председатель Свердловского отделения Союза композиторов, в 1960—1968 — секретарь правления Союза композиторов РСФСР.
В 1936—1961 годах преподавал в Свердловской консерватории; заведующий кафедрой теории и композиции.
С 1961 года жил в Ленинграде.

«Творчество В. Н. Трамбицкого глубоко самобытно, его музыкальный стиль чужд нарочитого оригинальничанья и в то же время свободен от оков изжитого академизма… Его мелодический и гармонический язык свеж и выразителен». — Ю. Тюлин — Советская музыка, 1975, № 4, с. 87
Одной из важнейших практических задач, стоящих перед музыковедами и композиторами, его учениками, он считал необходимость «учесть и теоретически досмотреть все возможности, которыми мы располагаем в области национально-характерных средств русской музыки». Он выполнил этот долг, написав исследование о гармонии русской народной песни…

### Семья
Жена — Трамбицкая Шарлотта Августовна (умерла в августе 1960 года).

## Избранные музыкальные сочинения
Автор семи опер, в том числе:
- «Карнавал жизни» (1921),
- «Овод» (собств. либретто, 1929),
- «Гнев пустыни» (собств. либретто, 1930),
- «Великий путь» (собств. либретто, 1932),
- «Орлена» (1934),
- «Гроза» (1943),
- «Кружевница Настя» (1963);
- симфония (1945),
- симфонические поэмы — «Весна» (1927) и «Капитан Гастелло» (1943);
- цикл «Северные сказы» для голоса и фортепьяно (1941);
- сюита «Спите, любимые братья» (сл. С. Есенина, 1970);
- обработка народных песен;
- романсы,
- музыка для драматического театра.

Автор статей в периодических и книжных изданиях, в том числе
- «О народности» (СМ, 1953, № 4),
- «Полифоническая основа русской песенной гармонии» (в сборнике: Советская музыка. — М., 1954),
- «Плагальность и родственные ей связи в русской песенной гармонии» (в сб.: Вопросы музыкознания. Вып. 2. — М., 1955),
- «Гармонические системы семиступенных звукорядов, применяемых в русской песне» (в сб.: Научно-методические записки Уральской гос. консерватории. Вып. 1. — Свердловск, 1957),
- «Возможности теоретического музыкознания» (СМ, 1957, № 2),
- «Значение замысла» (там же, 1959, № 2),
- «О „фразе“ в опере» (там же, 1960, № 11),
- «Труд исторического значения» (об «Основах оркестровки» Н. А. Римского-Корсакова; там же, 1969, № 3),
- «Как же готовить оперную премьеру?» (там же, 1969, № 10).